# Naples Manor
Naples Manor es un lugar designado por el censo ubicado en el condado de Collier en el estado estadounidense de Florida. En el Censo de 2010 tenía una población de 5.562 habitantes y una densidad poblacional de 3.089,93 personas por km².

## Geografía
Naples Manor se encuentra ubicado en las coordenadas 26°5′23″N 81°43′29″O / 26.08972, -81.72472. Según la Oficina del Censo de los Estados Unidos, Naples Manor tiene una superficie total de 1.8 km², de la cual 1.75 km² corresponden a tierra firme y (2.88%) 0.05 km² es agua.

## Demografía
Según el censo de 2010, había 5.562 personas residiendo en Naples Manor. La densidad de población era de 3.089,93 hab./km². De los 5.562 habitantes, Naples Manor estaba compuesto por el 57.37% blancos, el 19.81% eran afroamericanos, el 0.63% eran amerindios, el 0.36% eran asiáticos, el 0.05% eran isleños del Pacífico, el 18.07% eran de otras razas y el 3.7% pertenecían a dos o más razas. Del total de la población el 71.93% eran hispanos o latinos de cualquier raza.